# پتانسیل شیمیایی

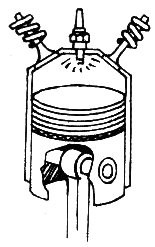
نمونه ای از آزادسازی پتانسیل شیمیایی در یک سیلندر

انرژی پتانسیل شیمیایی نوعی انرژی پتانسیل می‌باشد  که در طی واکنش شیمیایی آزاد می‌شود یا بدست می آید. مقدار پتانسیل شیمیایی همچنین در پی تغییر فاز تغییر می‌کند. پتانسیل شیمیایی گونه‌های مختلف موجود در سیستم را می‌توان با نسبت نرخ انرژی آزاد ترمودینامیکی به نرخ تغییر مولی آن گونه تعریف نمود.

## تعریف
در علم ترمودینامیک، پتانسیل شیمیایی که با µ نشانه گزاری می‌شود، مقدار پتانسیلی است که یک ماده باید تولید کند برای اینکه یک سیستم را تغییر دهد. در وسیع‌ترین معانی، پتانسیل شیمیایی مشابه پتانسیل الکتریکی یا پتانسیل گرانشی است که از همان نظریهٔ میدان‌های نیرو به عنوان حرکت اشیا استفاده می‌کند، که این میدان‌ها می‌توانند بارهای الکتریکی، اجرام یا در حالتی مواد شیمیایی باشند. پتانسیل شیمیایی اولین بار توسط مهندس آمریکایی، شیمیدان و ریاضی فیزیک دان، جوسایا ویلارد گیبس (Josiah Willard Gibbs) توصیف شد. او پتانسیل شیمیایی را مانند زیر تعریف کرد:
اگر به هر جرم همگنی در حالت تنش ایستایی (hydrostatic stress) فرض کنیم مقداری بی‌نهایت کوچک از ماده‌ای اضافه شود، جرم همگن می‌ماند و آنتروپی و حجم آن بدون تغییر باقی می‌ماند، افزایش انرژی جرم که توسط ماده اضافه شده پخش می‌شود پتانسیل شیمیایی آن ماده در جرم مطرح شده‌است.
گیبش بعدها اشاره کرد که همچنین برای اهداف این تعریف، هر عنصر شیمیایی یا مخلوطی از عناصر با ترکیب درصد معین می‌تواند به عنوان یک ماده در نظر گرفته شود، خواه بتواند، خواه نتواند به عنوان یک جسم همگن وجود داشته باشد. این آزادی در انتخاب حدود سیستم باعث می‌شود که پتانسیل شیمیایی در محدودهٔ گسترده‌ای از سیستم‌ها استفاده شود. این مفهوم می‌تواند در علم ترمودینامیک و فیزیک برای هر سیستم در حال تغییر استفاده شود. پتانسیل شیمیایی همچنین معادل است با مقدار پارشیال مولار انرژی گیبس (partial molar gibbs energy). در اصل ابتدا رابطهٔ مقدار پارشیال مولار انرژی گیبس کشف شد اما به دلیل اهمیت و کاربردهای زیاد آن در سیستم‌های تعادلی ترمودینامیکی نام پتانسیل شیمیایی را روی آن گذاشتند. پتانسیل شیمیایی در واحد انرژی/ذره (energy/particle) یا معادل آن انرژی/مول (energy/mole) اندازه‌گیری می‌شود.
در شیمی، پتانسیل شیمیایی معمولاً منحصر می‌شود به مواردی که شامل تغییر شیمیایی می‌شود یا تغییر فیزیکی که بر روی مسیر واکنش شیمیایی تأثیر دارد (فاز، غلظت و ...) یا مربوط می‌شود به خاصیتی مانند چگالی الکترونی. در علم فیزیکی ایستایی مدرن، پتانسیل شیمیایی، توسط دما تقسیم می‌شود و ضرب کنندهٔ لاگرانژ (Lagrange multiplier) برای متوسط محدودیت ذرات در حداکثر سازی آنتروپی است. این یک تعریف علمی جامع و انتزاعی هست، دقیقاً مانند دما که به صورت ضرب کنندهٔ لاگرانژ برای محدودیت متوسط انرژی تعریف می‌شود.
در الکتروشیمی و بعضی شاخه‌های مرتبط، کلمه پتانسیل شیمیایی برای مفهوم تغییرات اساسی (ولی مرتبط) استفاده می‌شود که به صورت پتانسیل شیمیایی درونی (internal chemical potential) تعریف می‌شود.
در فیزیک نیمه رسانا، پتانسیل شیمیایی یک سیستم از الکترون‌ها به عنوان تراز فرمی معادله بنیادی ترمودینامیک برای سیستمی متشکل از n گونه که در آن از گونه iام N ذره وجود دارد به شکل زیر می‌باشد 
{\displaystyle dG=-SdT+VdP+\sum _{i}^{n}\mu _{i}dN_{i}\,}
در دما و فشار ثابت این معادله به صورت زیر ساده می‌شود
{\displaystyle dG=\sum _{i}^{n}\mu _{i}dN_{i}=\mu _{1}dN_{1}+\mu _{2}dN_{2}+...\,}
طبق تعریف پتانسیل شیمیایی گونه iام به شکل زیر خواهد بود
{\displaystyle \mu _{i}=\left({\frac {\partial G}{\partial N_{i}}}\right)_{T,P,N_{j\neq i}}}
اگر در طی فرایند دما و حجم سیستم ثابت نگه داشته شود در اینصورت می‌توان پتانسیل شیمیایی را به صورت زیر تعرف نمود
{\displaystyle \mu _{i}=\left({\frac {\partial A}{\partial N_{i}}}\right)_{T,V,N_{j\neq i}}}
در حالت تعادل انرژی آزاد کمترین مقدار را خواهد داشت، به عبارت دیگر dG=0. یا مجموع پتانسیل شیمیایی گونه‌های مختلف در سیستم برابر صفر خواهد شد
{\displaystyle \mu _{1}dN_{1}+\mu _{2}dN_{2}+...=0\,}